# 盧明月
盧明月（？—617年），中国隋朝末年民变领導者，涿郡（今河北省涿州市）人。
大业十年（614年）起兵叛隋。十二月，率十数万人攻入祝阿县。隋将張須陀大軍与盧明月对峙十数日。張須陀開始撤退，卢明月追擊，秦叔宝、羅士信率兵一千人偷袭卢明月的大营，卢明月大敗。大业十一年（615年）十月十三日，卢明月率军十万攻打淮陽郡、襄城郡。转战河南，到达淮北，拥有的部众号称四十万，自称无上王。大业十三年（617年）正月，隋炀帝命令江都通守王世充率兵讨伐卢明月，卢明月在南阳败于王世充，卢明月被斬杀。